# Malena es un nombre de tango (pel·lícula)
Malena es un nombre de tango (Malena és un nom de tango) és una pel·lícula dirigida per Gerardo Herrero el 1995 basada en una novel·la de l'escriptora Almudena Grandes publicada en Tusquets a l'any 1994.

## Argument
Malena rep als dotze anys, de mans del seu avi, una maragda antiga, l'últim tresor que conserva la família i que, a la llarga, li salvarà la vida. Fins llavors, Malena es dedica a desenbullar la història de la seua família i la seua pròpia història, intentant fer ombra a una antiga maledicció familiar.

## Comentaris
Malena és un nom de tango fou la tercera novel·la de l'escriptora madrilenya Almudena Grandes i va constituir tot un fenomen editorial, amb gran acceptació entre el públic i la crítica. Per això, no és d'estranyar que Gerardo Herrero s'atrevira en 1995 a dur a Malena al cinema, en una pel·lícula protagonitzada per Ariadna Gil, en el paper de Malena, Marta Belaustegui, Isabel Otero i Luis Fernando Alvés. Segons dades del Ministeri de Cultura de l'estat espanyol, la pel·lícula va tenir 344.192 espectadors i recaptà un total d'1.145.346,37 euros.
Fou rodada a Mula (Múrcia).